# Lötschepass
Ne doit pas être confondu avec Lötschberg ou Lötschenlücke.
Le Lötschepass ou Lötschenpass est un col de Suisse situé entre les cantons du Valais au sud et de Berne au nord, dans les Alpes bernoises, à 2 677 mètres d'altitude, entre le Balmhorn et le Ferdenrothorn au sud-ouest et le Hockenhorn au nord-est. Il est franchi par un sentier de randonnée mais également par les tunnels ferroviaires du Lötschberg et du Lötschberg de base.

## Histoire
Le Lôtchenpass est le lieu de passage le plus ancien des Alpes bernoises. Avant la construction de la route de la Gemmi, il constituait le passage le plus important entre le Kandertal et le haut-Valais. Des vestiges de l'époque romaine y ont été trouvés. À l'est du glacier de Lötchen, on distingue encore les traces d'un vieux sentier pavé. Il permettait notamment le passage du bétail. Le 9 décembre 1728, un éboulement a causé la mort de sept personnes et d'une vingtaine de bêtes.

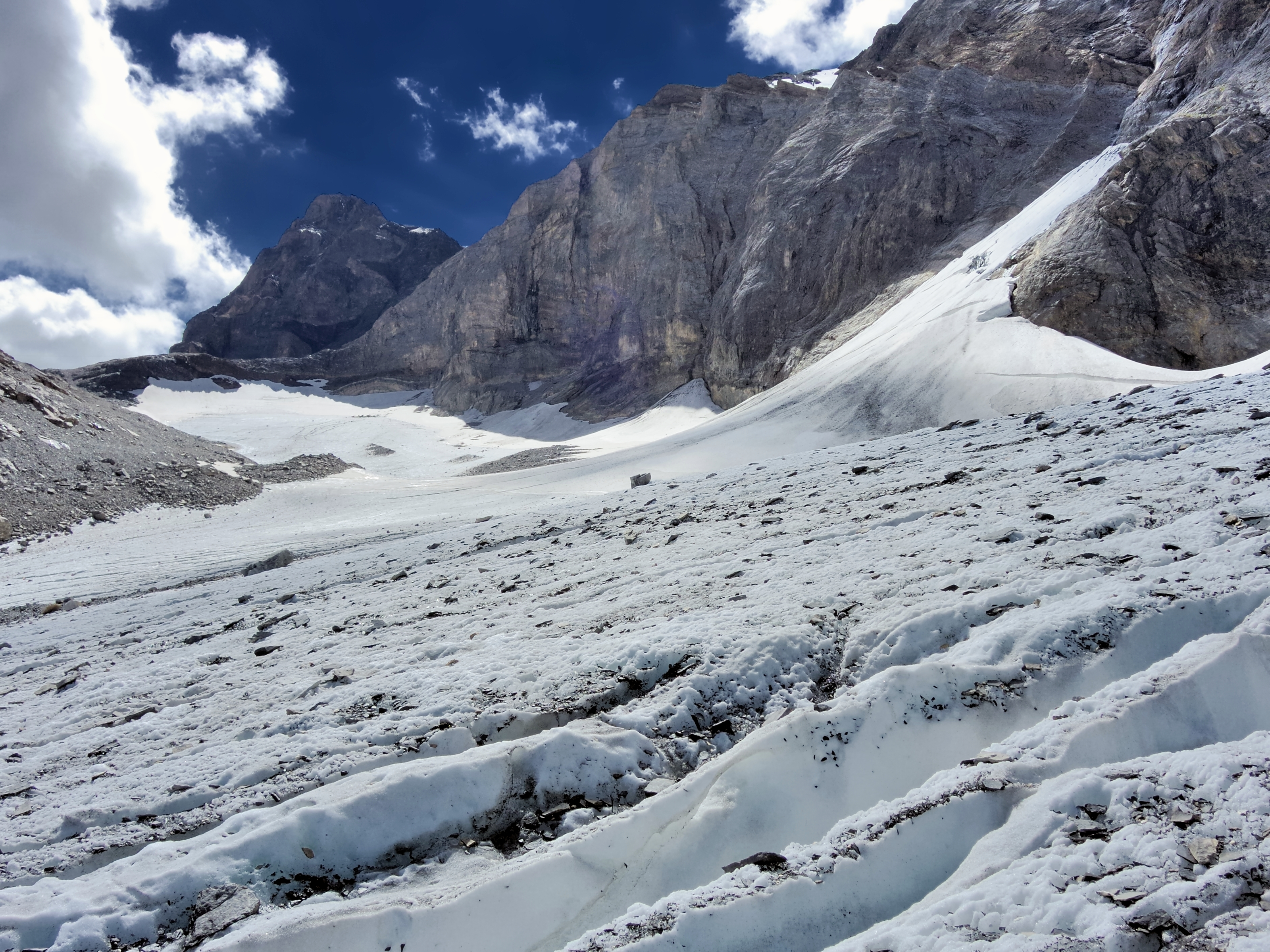
Le Lötschepass (à gauche) au pied du Ferdenrothorn vu depuis le Lötschegletscher au nord.